# Акчатау
Акчата́у (каз. Ақшатау) — селище у складі Шетського району Карагандинської області Казахстану. Адміністративний центр та єдиний населений пункт Акчатауської селищної адміністрації.
Населення — 830 осіб (2021; 1149 у 2009, 2565 у 1999, 6294 у 1989).